# Монумент в память о войне 1812 года в Клястицах
Монумент в память о войне 1812 года в Клястицах — спроектированный архитектором Антонио Адамини памятник в деревне Клястицы, увековечивший сражение под Клястицами — трёхдневный бой между французской Великой армией и отдельным корпусом русской армии в ходе Отечественной войны 1812 года. Памятник установлен в 1857 году, разрушен в 1939 году.

## История
В 1835 году российским императором Николаем I было принято решение об установке 16 чугунных монументов в местах важнейших сражений Отечественной войны. Конкурс на лучший проект памятника, объявленный Академией художеств, выиграл петербургский архитектор Антонио (Антон Устинович) Адамини, итальянец швейцарского происхождения. Главой комиссии по возведению памятников был назначен министр финансов Е.Ф. Канкрин. 15 ноября 1835 года император утвердил его доклад о возложении на петербургский Александровский литейный завод отливки и постановки 16 памятников, предназначенных к сооружению на местах сражений 1812 года, которые были разделены по величине, оформлению и важности на три класса: 1-го класса — один памятник (Бородинский монумент на батарее Раевского), 2-го класса — 10 (в Тарутине, Малоярославце, Красном, Студенке, Клястицах, Смоленске, Полоцке, Чашниках, Кулаково и Ковно) и 3-го класса — 5. Но установлено было только семь памятников: на Бородинском поле, в Клястицах, Ковно, Красном, Малоярославце, Полоцке и Смоленске. Император лично утверждал окончательные варианты каждого памятника и тексты надписей на них.
В 1836 году по поручению витебского гражданского губернатора Н. И. Шредера старшим землемером губернской чертежной Николаем Шмидтом в ходе осмотра местности был составлен чертёж с указанием избранного места для сооружения монумента — напротив станционного почтового дома, поблизости от церкви Святых Апостолов Петра и Павла. 
В ходе торжественной закладки памятника в 1854 году в фундамент были помещены два ядра, шестиконечный православный крест и медная пластина с надписью: «1854 года мая 21-го дня, въ 29-й годъ благополучного царствованія Его Императорскаго Величества Государя Императора Николая Павловича Самодержца Всероссийского, заложенъ Памятникъ сей по Высочайшему Его Величества повелению въ воспоминаніе Отечественной войны и победы надъ французскими войсками, одержанной 19-го Іюля 1812 года при Клястицахъ. Заложеніе Памятника сего происходило въ присутствіи Генералъ Губернатора Витебскаго Могилевскаго и Смоленскаго Генералъ Адъютанта Игнатьева, Преосвященнейшаго Архіепископа Полоцкаго и Витебскаго Василія, Исправляющаго должность Витебскаго Гражданскаго Губернатора Тиличеева, Директора Полоцкаго Кадетскаго Корпуса Генералъ Маіора Лермантова, Витебскаго Губернскаго Предводителя Дворянства Юрьевича, Председателя Витебской Казенной Палаты Статскаго Советника Матюнина, Полоцкаго Архимандрита Фотія и Дризенскаго Уезднаго Предводителя Дворянства Снарскаго, при Инженере Подпоручике Доморацкомъ».
Чугунный монумент в русско-византийском стиле, торжественно открытый в 1857 году, состоял из двухступенчатого цилиндрического постамента и поставленной на нём высокой и стройной восьмигранной пирамиды с крутыми скатами, увенчанной чешуйчатой луковичной главкой с высоким позолоченным православным крестом. Постамент пирамиды украшали барельефы с военной и победной атрибутикой (включающей медные мечи, пронзающие лавровые венки, а также ленты с растительным орнаментом) и памятными надписями между 8 парами колонн с капителями коринфского ордера, несущих на карнизах барабаны под чешуйчатыми луковичными главками с сидящими на них бронзовыми позолоченными двуглавыми орлами с распростёртыми крыльями и изображением Георгия Победоносца на груди. Надпись с лицевой стороны: «Сражение при Клястицах 19 июля 1812 года поражение Удино графом Витгенштейном», с противоположной стороны: «Взято в плен неприятеля 912 человек». Памятник окружала ограда из железных цепей, подвешенных между 20 круглыми чугунными тумбами.
В связи с отдалённостью от губернского центра по указанию Министерства финансов Российской империи при памятнике постоянно находилось два сторожа — отставных военнослужащих из нижних чинов, находившихся в ведении Александровского комитета о раненых. Для них у памятника был выстроен караульный домик.
В 1939 году монумент был разрушен по решению властей, и его фундамент засыпали землёй. В 1962 году примерно в том же месте установили «Памятник в честь победы русских войск» — бетонную стелу. В 1992 году пришедшая в негодность стела была демонтирована, и в Клястицах соорудили монумент в память двух войн: Отечественной и Великой Отечественной. Частью этого комплекса стала бетонная композиция в виде даты «1812» красного цвета.
В начале октября 2013 года по инициативе председателя Клястицкого сельисполкома Николая Хоменка на месте памятника установили гранитный камень, на котором закрепили мемориальную табличку с текстом: «С надеждой на восстановление этим камнем отмечено место разрушенного в 1939 году памятника-часовни, сооружённого в 1857 году по указу императора Николая І в честь побед у Якубово и Клястиц 18 и 19 июля 1812 года. Здесь 1-й пех. корпус российских войск П. Х. Витгенштейна, нанеся поражение французскому корпусу маршала Удино, окончательно остановил наступление французских войск на Санкт-Петербург».
В ноябре 2015 года полоцкими краеведами братьями Андреем и Алексеем Буховецким в фундаменте памятника, расчищенном вместе с учениками местной школы, были найдены закладная доска, жестяной крест и два ядра времён Отечественной войны 1812 года. Они заняли место в экспозиции школьного музея в Клястицах.